# Rudolf Fechter
Rudolf Fechter (* 20. Mai 1912 in Karlsruhe; † 1990) war ein deutscher Diplomat.

## Leben
Rudolf Fechter war ein Sohn des Franz Fechter und der Hedwig Schuppel. Er studierte Geschichte an den Universitäten Innsbruck, Frankfurt am Main, Wien sowie Heidelberg und wurde zum Doktor der Philologie promoviert. Von 1937 bis 1939 war er Studienrat in badischen Kultusministerium.  Von 1939 bis 1949 lebte er in Spanien überwiegend in Madrid. Von 1945 bis 1949 war er Dozent in Madrid. Von 1949 bis 1952 war außenpolitischer Redakteur und stellvertretender Chefredakteur des Rheinischen Merkur.
1953 trat er in den auswärtigen Dienst, seit September 1960 war er Generalkonsul in Damaskus, Syrien, das zu dieser Zeit Mitglied der Vereinigten Arabischen Republik war. Von 1964 bis 1969 war er Botschaftsrat erster Klasse in Paris. Von 1969 bis 1973 bis war er Botschafter in Addis Abeba.